# 량원제
량원제(중국어 정체자: 梁文傑, 병음: Liáng Wénjíe, 1971년 11월 26일 ~ )는 타이완의 정치인으로, 2010년 타이베이시의회의원으로 당선되어, 현재 중화민국 대륙위원회의 부주임위원이다.